# ノース・バトルフォード
ノース・バトルフォード（英: North Battleford）は、カナダ・サスカチュワン州中西部の市。北サスカチュワン川対岸にはバトルフォード町がある。イエローヘッドハイウェイ（トランスカナダハイウェイの一部）、サスカチュワン州道4号線、サスカチュワン州道26号線、サスカチュワン州道29号線、サスカチュワン州道40号線が通じている。

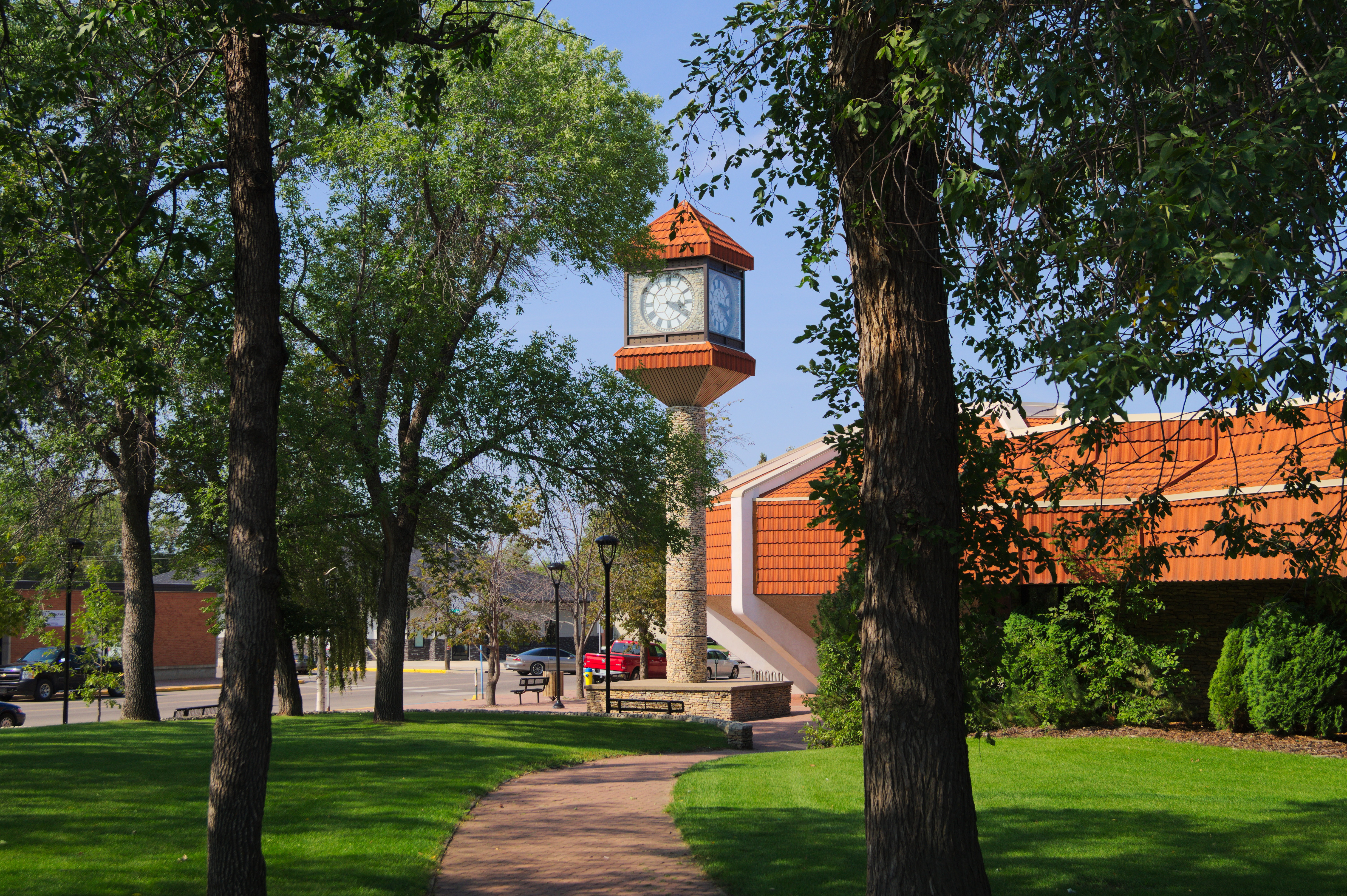
セントラル・パークから見た図書館の時計台

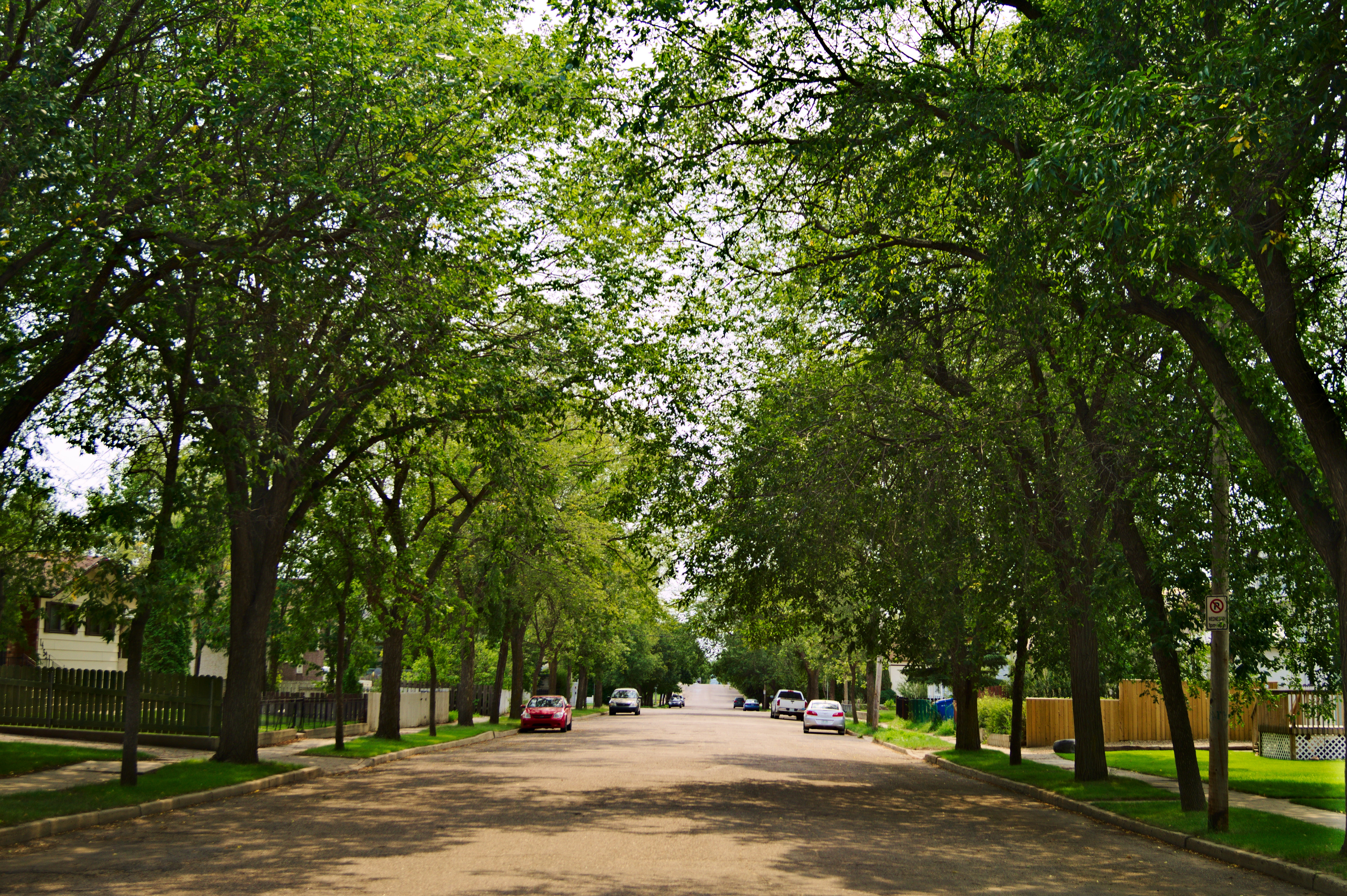
住居地区

## 歴史
ヨーロッパ人の入植以前、何千年もの間、この地域には先住民族の文化が次々と栄えていた。この地域には、アルゴンキン語を話すクリー族やブラックフット、スー語を話すアシニボイン族など、いくつかの歴史的なファーストネーション先住民が住んでおり、地域の資源を巡って争っていた。
18世紀後半にフランス人入植者による毛皮取引によって、初期のヨーロッパ人の入植が開始。1778年にサスカチュワン川とバトル川の合流点から9マイル下流にフォート・モンターニュ・デーグル（イーグルヒルズ砦、Fort Montaigne d'Aigle）が設置された。翌年、交易業者と先住民の間の対立により砦は放棄された。
この地域におけるヨーロッパ人の定住は、1875年にサスカチュワン川の南側に設立されたバトルフォード町を中心に拡がった。バトルフォードは1876年から1883年まで北西準州の首都であった。
1905年にカナディアン・ノーザン鉄道の本線がエドモントンまで敷設され、北サスカチュワン川の北側に線路が建設された。鉄道線沿いに建設されたノースバトルフォードは1906年に村として、1907年に町として、そして1913年には人口5,000人の市として施行された。
アッシリア人はノース・バトルフォード周辺地域の最初の入植者の一民族だった。この移民団は、ペルシア北西部のウルミアからの36人の男性と数人の女性で構成されていた。1903年にアッシリアの長老派宣教師であるアイザック・アダムス博士が率いていた一団だった。1907年にはさらに40人の入植者が到着。経済的困窮により、アダムス博士と数名の近親者はカリフォルニア州ターロックに移住したが、ノース・バトルフォードに残った家族の子孫はアッシリア起源の名前を持っている。例えば、バクス、エサウ、ジョージ、オディショーなどの姓が伝えられている。
人口は1940年代まで停滞していたが、その後1960年代には約10,000人に増加した。現在、この都市は地域の経済、教育、健康、社会的ニーズに応える行政とサービス拠点として成長している。
ノース・バトルフォードでは1947年から1948年にかけて、キリスト教のリバイバルが起こったとされ、後の雨運動が起こった。